# Клуб Вінкс: Школа чарівниць
Клуб Вінкс (італ. Winx Club) — італо-американський мультсеріал виробництва «Rainbow S.p.A.» і «Nickelodeon», створений режисером Іджиніо Страффі. Прем'єра відбулася 28 січня 2004 року в Італії на телеканалі «Rai 2». Станом на 2022 рік вийшло 8 сезонів мультсеріалу по 26 серій у кожному та спін-оф «Світ Вінкс».
Серіал розповідає про пригоди дівчат-фей, які об'єдналися в команду під назвою «Вінкс». Протягом серіалу їм доводиться постійно рятувати світ від нападу темних сил, а також розв'язувати власні проблеми, адже у кожної з них є особисте життя і своє місце у світі. Головною героїнею серіалу є Блум, яка несподівано дізналася про світ фей і про те, що вона одна з них. Потрапивши в Алфею, школу для фей, Блум заснувала Клуб Вінкс разом з однокурсницями. В основі сюжетної лінії мультсеріалу лежить історія Блум і її рідної планети Доміно.
Серіал здобув величезну популярність у світі і швидко став культовим. Вже у 2007 році серіал виходив на екрани в 130 країнах, в багатьох завоювавши лідерство, а продажі DVD перевищили 10 мільйонів одиниць в 41 країні, в тому числі понад мільйона одиниць в одній Італії. У 2011 році «Winx Club» отримав премію «Золотий ведмідь» у номінації «Найкращий ліцензований бренд», випередивши Бакуган і Бен 10, що лідирували до цього.

## Список сезонів
| Сезон              | Кількість епізодів | Прем'єра          | Фінал            |
| ------------------ | ------------------ | ----------------- | ---------------- |
| 1                  | 26                 | 28 січня 2004     | 26 березня 2004  |
| 2                  | 26                 | 19 квітня 2005    | 14 липня 2005    |
| 3                  | 26                 | 29 січня 2007     | 28 березня 2007  |
| 4                  | 26                 | 15 квітня 2009    | 13 листопад 2009 |
| спеціальні випуски | 4                  | 21 листопада 2011 | 12 грудня 2011   |
| 5                  | 26                 | 16 жовтня 2012    | 24 квітень 2013  |
| 6                  | 26                 | 6 січня 2014      | 4 серпня 2014    |
| 7                  | 26                 | 21 вересня 2015   | 3 жовтня 2015    |
| 8                  | 26                 | 15 квітня 2019    | 17 вересня 2019  |

## Сюжет
Основу сюжету складає історія дівчини Блум, яка є принцесою королівства планети Доміно, але спершу про це не підозрює і живе звичайним життям на Землі. Вона несподівано дізналася про існування чарівного виміру Магікс — світу фей і інших чарівних істот, і про те, що сама є феєю. Потрапивши в Алфею, Блум заснувала Клуб Вінкс — команду фей, куди увійшла вона і її подруги — Стелла, Флора, Муза і Текна, до яких пізніше приєдналася Лейла.

## Головні персонажі
- Блум — фея вогню дракона, лідерка Клубу Вінкс, принцеса Доміно, іноді доволі наївна, але найсильніша фея Алфеї.
- Стелла  — фея Сонця та Місяця, принцеса Солярії, головна дизайнерка в Клубі Вінкс.
- Флора — фея природи родом з Лінфеї, сором'язлива та романтична, дуже любить усе пов'язане з рослинністю.
- Муза — фея музики родом з планети Мелодії, з самого дитинства займалася музикою та грала на музичних інструментах.
- Текна — фея технології родом з планети Зеніт, головна спеціалістка в сфері технологій у Клубі Вінкс.
- Лейла — фея води та морфікса, принцеса Андроса, обожнює займатись різними видами спорту.

## Перший сезон
Блум, звичайна 16-річна дівчина, спокійно живе на Землі у місті Гарденія (на території Північної Америки). Блум з дитинства любила фей, і одного разу зустріла дівчину у блискучому костюмі, на яку напали магічні чудовиська. У дівчини виявилися чарівні сили, і вона відбивалася як могла.
Блум допомогла їй, несподівано для себе зумівши відкинути монстрів енергетичною хвилею. Дівчина дуже втомилася після битви, і Блум відвела її до себе додому. Чарівниця розповіла Блум, що її звуть Стелла, і вона — фея Сонця і Місяця; пам'ятаючи те, що сталося, вона пояснює Блум, що та теж є феєю і розповідає їй про школу для фей Алфею, де вона навчається. Стелла відвела її у світ і показала Магікс, чарівну школу, де Блум вирішує залишитися.
В Алфеï Блум і Стелла створюють Клуб Вінкс разом з новими подругами: Флорою, Музою і Текною.
Незабаром після початку навчання в Алфеï вони стикаються з відьмами Хмарної Башти: Айсі, Дарсі і Стормі, яких феї прозвали Трікс. Трікс хочуть роздобути велику силу Вогню Дракона. Не підозрюючи, де дійсно знаходиться сила, вони припускають, що вона укладена в чарівному кільці Стелли. Вони крадуть кільце, але незабаром розуміють, що воно марне для них. Вінкс забирають кільце назад. Одного разу, коли Трікс схопили Музу, Блум у люті вивільняє величезну енергію, і Трікс розуміють, що сила Вогню Дракона в ній. Трікс всіляко намагаються її дістати, поки не беруть в заручники прийомних батьків Блум. Обманом відьми забирають собі Вогонь Дракона. Пізніше Блум допомагає повернути свою силу дух її сестри Дафни. Блум дізнається, що є принцесою планети Доміно, а сама її планета знищена трьома стародавніми відьмами, і що її справжні батьки — це Оритель і Маріон — король і королева Доміно. Коли Блум знову знайшла свою силу, Клуб Вінкс перемагає Трікс у битві, коли ті мають намір захопити чарівний вимір, і Трікс відправляють в монастир Світлого Каменю на перевиховання. Блум розуміє, що є найсильнішою феєю в історії. Вона починає посилено цікавитися своїм минулим. П'ять дівчат стають дуже сильною командою, яка виступає проти сил зла. У вирішенні складностей їм допомагає директорка школи Фарагонда. Також до боротьби проти сил зла приєднуються директор Червоного Фонтану Саладін і директорка Хмарної Башти Грифін. Протягом сезону між Вінкс і хлопцями зі школи Червоний Фонтан формуються пари: Блум і Скай, Стелла і Брендон, Муза і Рівен, Текна і Тіммі.

## Трансляція в Україні
З 2011 по 2012 рік телеканал «Інтер» показав 1-5 сезони. З 2012 по 2014 рік повторні покази транслювали на телеканалі «Піксель TV». З 2014 по 2018 рік транслювався на телеканалі «ТЕТ». З 2022 року мультсеріал транслюється на телеканалі «ПлюсПлюс».

## Український дубляж

### Дубляж і багатоголосе закадрове озвучення студії«Так Треба Продакшн»[2]
- Ролі озвучували: Катерина Буцька (Блум), Наталя Поліщук (Стелла та Лейла), Олена Бліннікова (Флора), Валентина Сова (Муза та Роксі), Світлана Шекера (Текна), Дмитро Терещук, Сергій Ладесов, Анатолій Пашнін (інші чоловічі ролі)

### Дубляж і багатоголосе закадрове озвучення студії«1+1»[3]
- Головні ролі дублювали: Юлія Перенчук (Блум), Наталя Романько-Кисельова (Стелла), Дарина Муращенко (Флора), Анастасія Жарнікова-Зіновенко (Муза), Аліса Гур'єва (Текна), Катерина Брайковська (Лейла), Катерина Буцька (Роксі)
- Другорядні ролі дублювали: Олександр Завальський, Ярослав Чорненький, Євген Пашин, Анатолій Зіновенко, Максим Кондратюк, Олег Лепенець, Дмитро Завадський, Олесь Гімбаржевський, Юрій Кудрявець, Андрій Твердак, Михайло Жонін, Павло Скороходько, Михайло Тишин, Олександр Погребняк, Лариса Руснак, Ганна Левченко, Людмила Ардельян, Лідія Муращенко, Олена Узлюк, Ольга Радчук, Олена Яблочна, Наталя Ярошенко, Катерина Сергеєва, Анна Дончик, Єлизавета Зіновенко

## Майбутній ребут
Ребут мультсеріалу Клуб Вінкс запланований на 2024 рік, це буде повний перезапуск франшизи, точної дати виходу поки що немає.

## Критика
Серіал неодноразово критикували з різних причин, одна з яких — непропорційність тіл головних героїнь: занадто худа талія, нерівні ноги, велика голова та довга шия. На думку критики, маленькі дівчатка, глядачки мультсеріалу, бажаючи стати схожими на персонажок, переймають викривлені стандарти краси. Вищезгадане стосуються також і одягу, який вважають занадто стереотипним.
У 8 сезоні творці мультсеріалу зробили колосальний редизайн стилю анімації та зовнішнього вигляду персонажок. Після цього феї клубу Вінкс стали більш схожими на людей: голови стали овальні, шиї коротші та товстіші, збільшився обсяг талії, а ноги стали пропорційні стегнам.